# Castanet-le-Haut
Castanet-le-Haut é uma comuna francesa na região administrativa de Occitânia, no departamento de Hérault. Estende-se por uma área de 27,55 km². Em 2010 a comuna tinha 214 habitantes (densidade: 7,8 hab./km²).

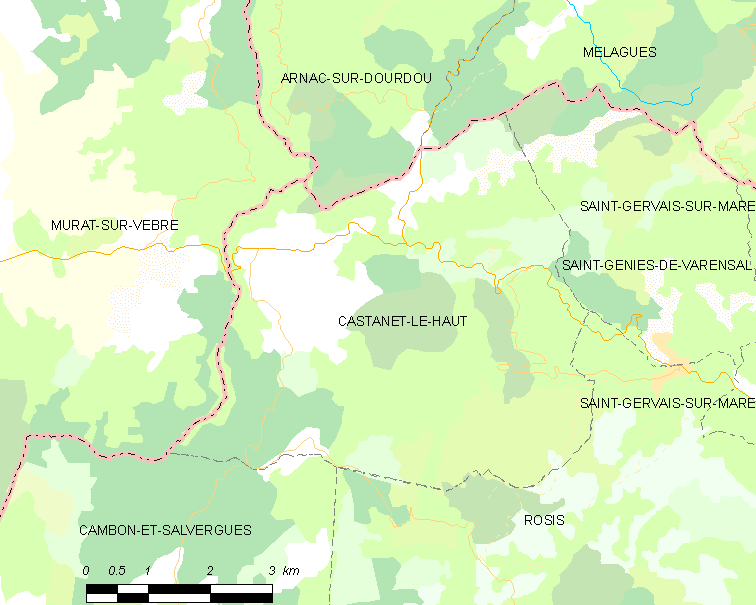
Mapa